# 傑佛瑞·可姆斯
傑佛瑞·艾倫·可姆斯（英語：Jeffrey Alan Combs，1954年9月9日—）是一位美國男演員和配音員，以出演恐怖片聞名，尤其H·P·洛夫克拉夫特改編電影，如《幽靈人種》（1985年）及其續集。他也時常出演《星艦奇航記》和DC動畫宇宙電視及電子遊戲系列作品。

## 早期生活
傑佛瑞·可姆斯出生於加利福尼亚州奥克斯纳德，在隆波克長大，尚·歐文斯（Jean Owens，原名蘇琳絲；1921年至1986年）與尤金·「金恩」·可姆斯（Eugene "Gene" Combs，1922年至1999年）之子。畢業於隆波克高中；大四時，在舞台劇《秋月茶室》中扮演主演費斯比上尉（Captain Fisby）。可姆斯就讀圣玛丽亚的太平洋表演藝術學院後，前往華盛頓大學專業演員的培訓計劃培養演技。

## 延伸閱讀
- Voisin, Scott. . BearManor Media. 2009. ISBN 978-1-59393-342-5.

## 外部連結
- 傑佛瑞·可姆斯在互联网电影资料库（IMDb）上的資料（英文）